# Pensacola
Pensacola là một chi nhện trong họ Salticidae.

## Hình ảnh